# Національний монумент (Амстердам)
Національний монумент (нід. Nationaal Monument) — пам'ятник-меморіал у столиці Нідерландів на вшанування пам'яті про події і жертв Другої світової війни, на честь опору загарбникам, звільнення та миру нідерландської нації.

## Загальні дані
Нідерландський Національний монумент розташований на центральній площі міста Амстердама — Дам.
Автори пам'ятника — відомі нідерландські архітектор Якобус Ауд, що розробив загальний проект Монументу, і скульптор Ян Віллем Редекер (Jan Willem Rädecker), що виконав скульптури, які оздоблюють основний монумент-обеліск.

## Опис
Національний монумент Нідерландів являє собою величний обеліск заввишки 22 метри, що має бетонну основу й обличкований плитами травертину.
Скульптури Я. В. Редекера, які прикрашають обеліск, символізують, крім іншого, Війну (чотири чоловічі фігури), Мир (жінка й дитина) та Опір (два чоловіки з собаками, що виють).
Вбудовані в обеліск урни містять часточки землі з усіх 11 провінцій країни, а 12-та урна містить землю з цвинтаря шанованих осіб в Індонезії (колишня нідерландська колонія).

## З історії монумента
Меморіал державного значення на вшанування жертв Другої світової війни і як пам'ятник звільнення та миру нідерландської нації був спроектований і споруджений у 1-й половині 1950-х років.

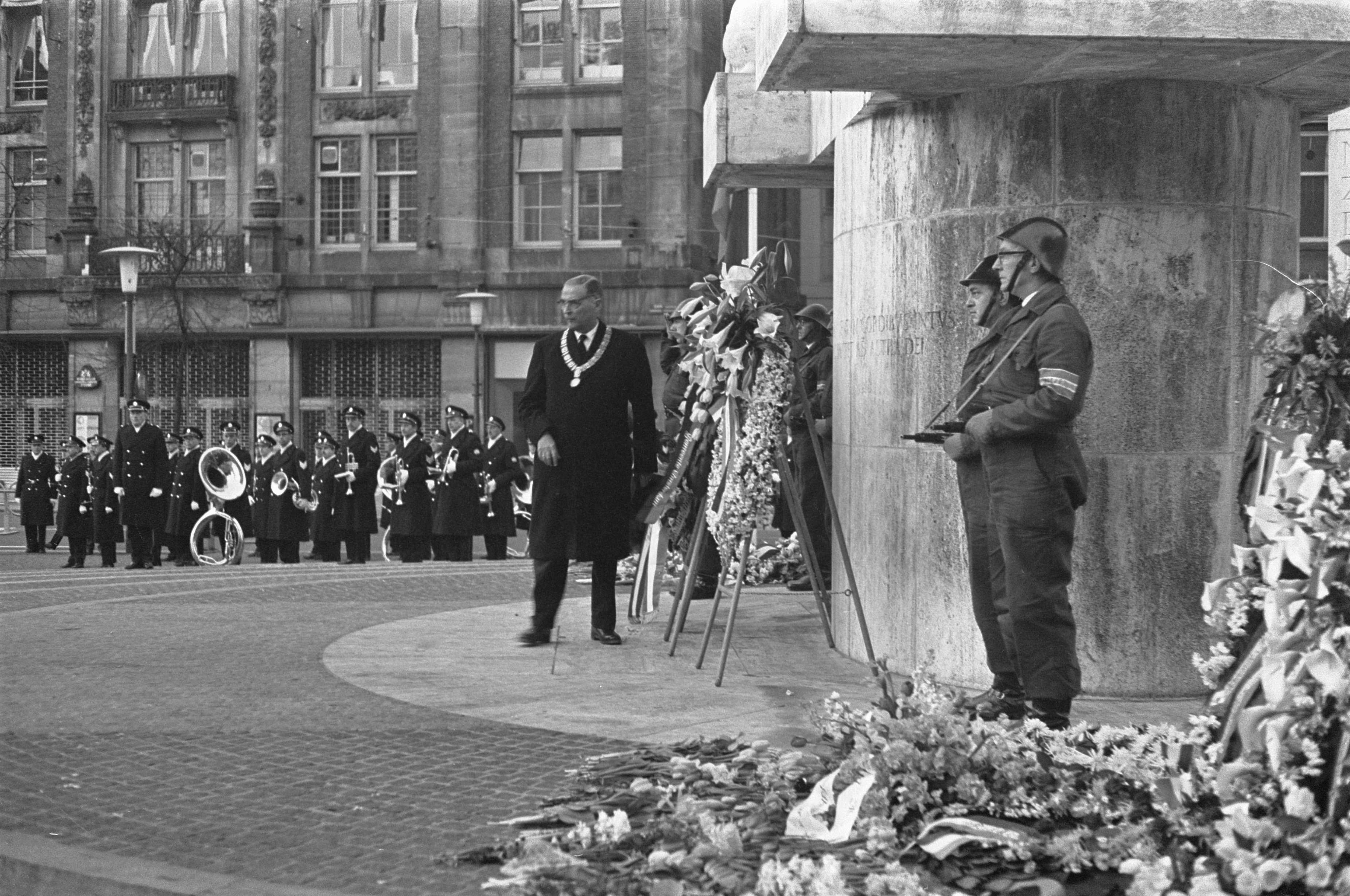
Мер Амстердама біля Монумента, 4 травня 1967 року

Урочисте відкриття пам'ятника відбулося за участю королеви Юліани 4 травня 1956 року — у Національний день пам'яті. Відтоді нідерландський монарх та її (наразі) консорт покладають вінки сюди щороку цього дня, квіти до Монумента покладають інші офіційні особи й прості голландці. О восьмій вечора в цей же день на всій території Нідерландів двохвилинним мовчанням вшановуються жертви Другої світової.
У 1965 і 1998 роках здійснювались реставраційні роботи Національного монумента в Амстердамі.
15 жовтня 2007 року було оголошено, що статус Монумента змінено на пам'ятку державного значення.
Національний монумент, розташований у самому центрі Амстердама, традиційно є місцем зустрічі амстердамців і гостей міста.

## Галерея

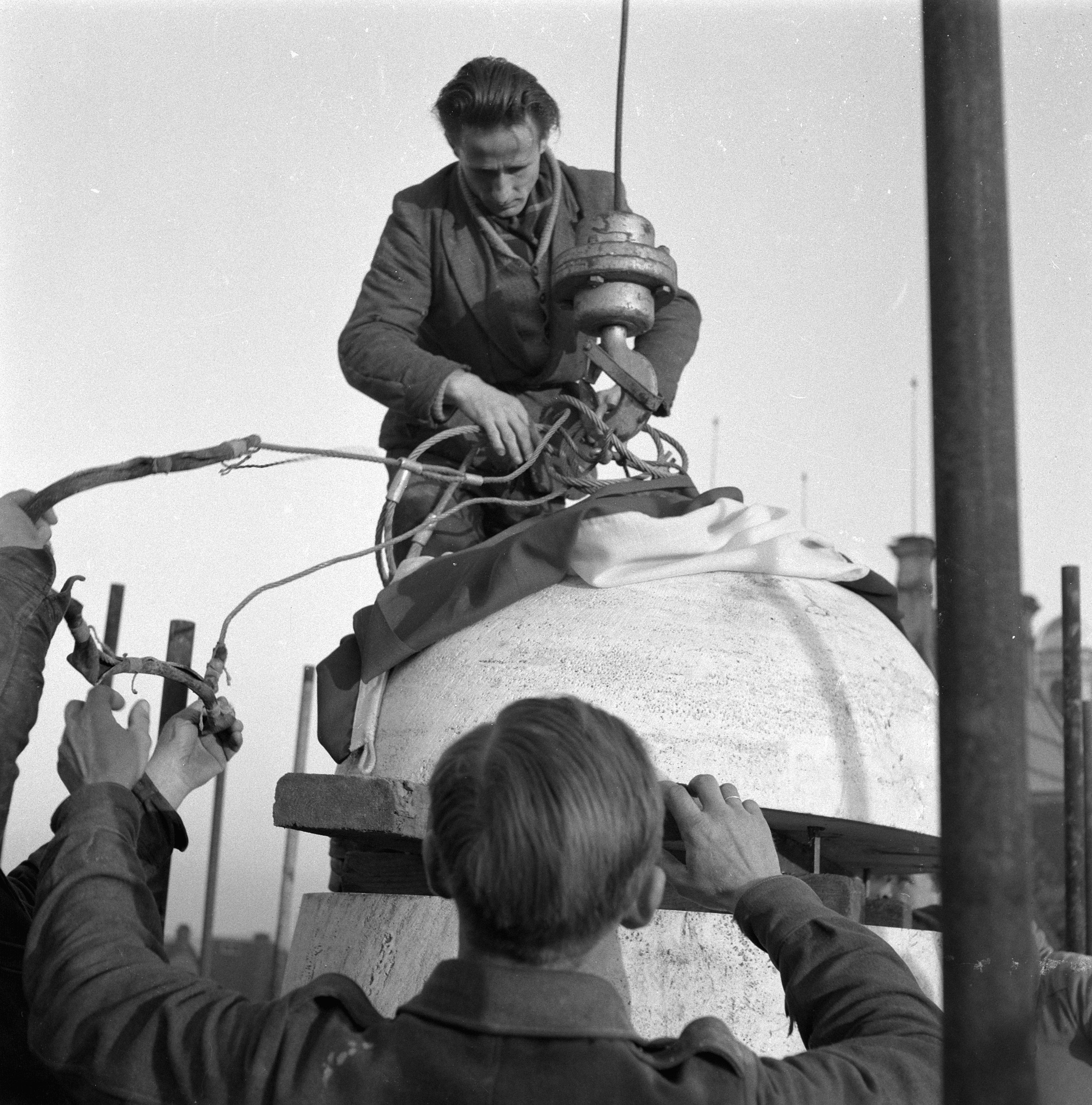
Тривають роботи зі спорудження пам'ятника (грудень 1955 року)
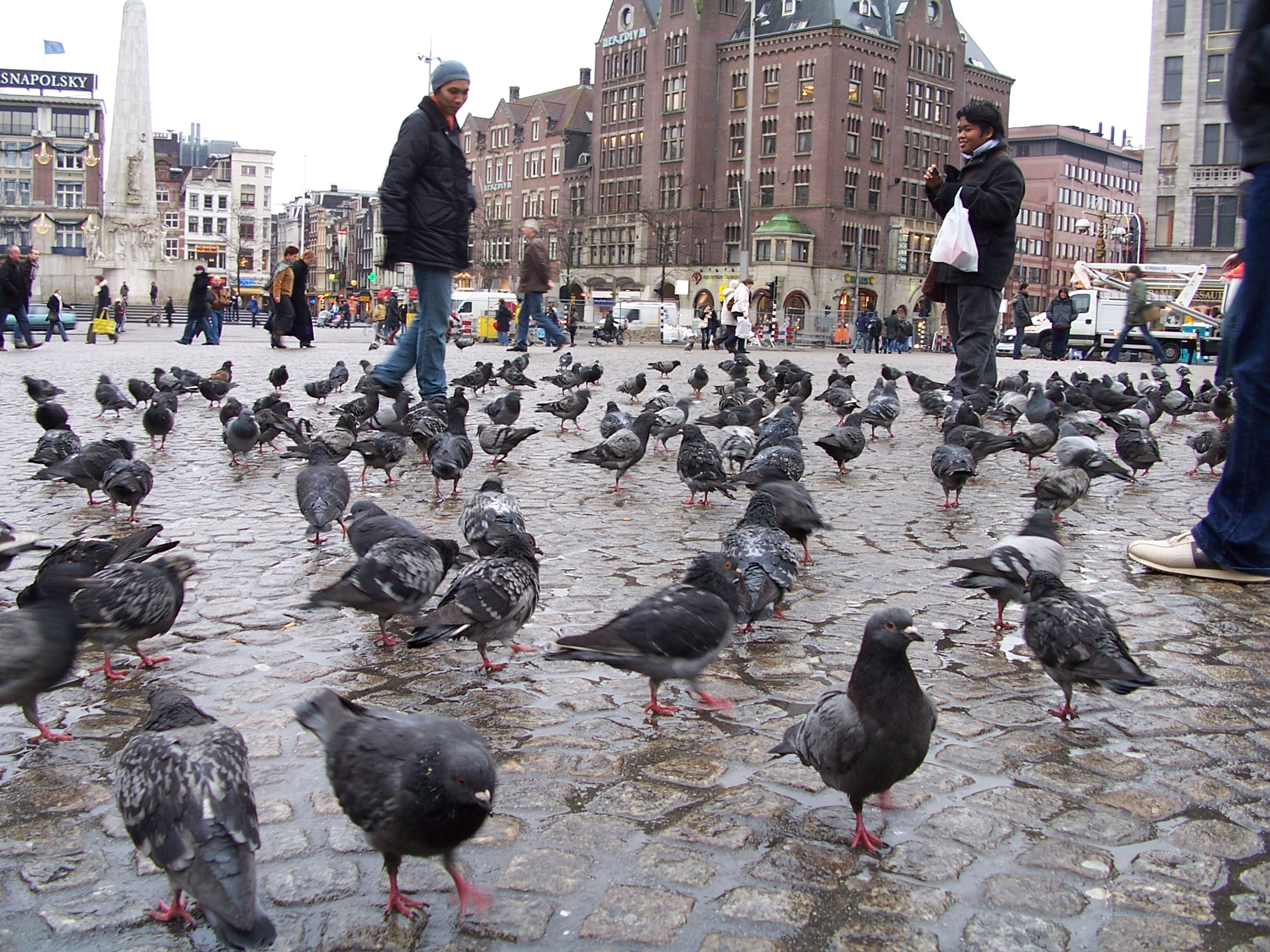
Площа Дам, на задньому тлі ліворуч — Національний монумент
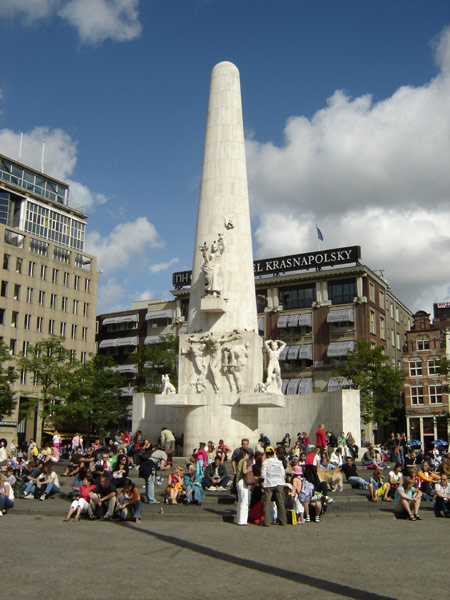
Національний монумент (ракурс)
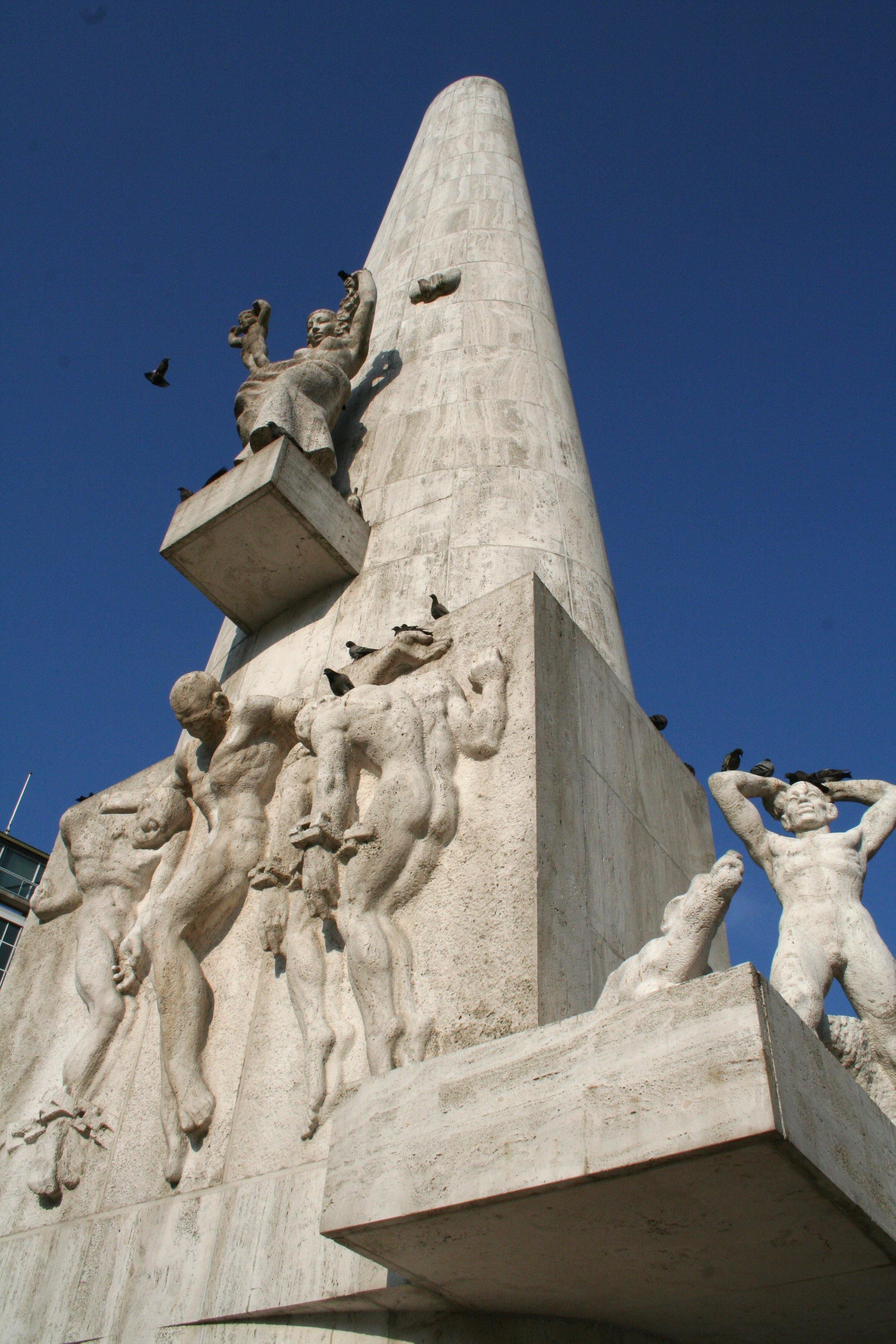
Фрагмент пам'ятника — скульптури.